# Bal na vodi (1986.)
Bal na vodi  (sr. Бал на води) srpski je film iz 1986. godine. Film je režirao Jovan Aćin, koji je napisao i scenarij.

## Radnja
Radnja filma smještena je pedesetih godina u Beogradu. Jedna djevojka i četiri mladića su nerazdvojni, idu u isti razred, zajedno veslaju, imaju orkestar, obitelji im se poznaju. Sva četiri mladića su potajno zaljubljeni u svoju drugaricu, dok ih ona smatra samo svojim nerazdvojnim prijateljima. Ljubav će joj se dogoditi ipak, i to s provinicijalcem koji je tek došao u Beograd. Ona ostaje u drugom stanju, što nije žjelela otkriti svojim drugovima, kao ni svom mladiću u koga se razočarala. Ubrzo zatim majka joj umire, a otac emigrant od poslije rata živi u inozemstvu, tako da njeni drugovi odlučuju joj pomoći. Ovo je jedan od prvih filmova u bivšoj državi koji je otvoreno ismijavao komunizam.

## Uloge
- Gala Videnović	- Mirjana Ester Živković
- Dragomir Bojanić-Gidra - Rile
- Milan Štrljić - mladi Rile
- Relja Bašić - Glen
- Nebojša Bakočević - mladi Glen
- Marko Todorović - Saša
- Dragan Bjelogrlić - mladi Saša
- Miloš Žutić - Kića
- Srđan Todorović - mladi Kića
- Đorđe Nenadović - Pop
- Goran Radaković - mladi Pop
- Ljubiša Samardžić - Glenov otac
- Ružica Sokić -Kićina majka
- Špela Rozin - Marija Živković, Esterina majka
- Danica Maksimović - Rada Švercerka
- Rade Marković	- Popov otac

## Vanjske poveznice
- Bal na vodi u internetskoj bazi filmova IMDb-a
- Hey Babu Riba - Roger Ebert  Arhivirana inačica izvorne stranice od 29. travnja 2007. (Wayback Machine)